# Julija Karbowska
Julija Wasiljewna Karbowska, ros. Юлия Васильевна Карбовская (ur. 15 stycznia 1986 w Leningradzie) – rosyjska łyżwiarka figurowa, startująca w parach sportowych z Siergiejem Sławnowem. Wicemistrzyni świata juniorów (2002), srebrna medalistka finału Junior Grand Prix (2001) oraz mistrzyni Rosji juniorów (2001).

## Osiągnięcia
Z Siergiejem Sławnowem
| Zawody                                | 00–01          | 01–02          | 02–03          |                |                |                |                |                |                |                |                |                |                |                |                |                |                |
| Międzynarodowe                        | Międzynarodowe | Międzynarodowe | Międzynarodowe | Międzynarodowe | Międzynarodowe | Międzynarodowe | Międzynarodowe | Międzynarodowe | Międzynarodowe | Międzynarodowe | Międzynarodowe | Międzynarodowe | Międzynarodowe | Międzynarodowe | Międzynarodowe | Międzynarodowe | Międzynarodowe |
| ------------------------------------- | -------------- | -------------- | -------------- | -------------- | -------------- | -------------- | -------------- | -------------- | -------------- | -------------- | -------------- | -------------- | -------------- | -------------- | -------------- | -------------- | -------------- |
| GP Cup of Russia                      |                |                | 8              |                |                |                |                |                |                |                |                |                |                |                |                |                |                |
| Międzynarodowe: Kategorie młodzieżowe |                |                |                |                |                |                |                |                |                |                |                |                |                |                |                |                |                |
| Mistrzostwa świata juniorów           | 4              | 2              | 5              |                |                |                |                |                |                |                |                |                |                |                |                |                |                |
| JGP Finał                             |                | 2              | 7              |                |                |                |                |                |                |                |                |                |                |                |                |                |                |
| JGP we Francji                        | 4              |                |                |                |                |                |                |                |                |                |                |                |                |                |                |                |                |
| JGP w Polsce                          | 1              | 1              |                |                |                |                |                |                |                |                |                |                |                |                |                |                |                |
| JGP na Słowacji                       |                |                | 1              |                |                |                |                |                |                |                |                |                |                |                |                |                |                |
| JGP we Włoszech                       |                | 2              | 1              |                |                |                |                |                |                |                |                |                |                |                |                |                |                |
| Krajowe                               |                |                |                |                |                |                |                |                |                |                |                |                |                |                |                |                |                |
| Mistrzostwa Rosji juniorów            | 1              | 2              | 2              |                |                |                |                |                |                |                |                |                |                |                |                |                |                |